# Nero
Nero Claudius Caesar Augustus Germanicus (latinskt uttal: [ˈnɛroː ˈklau̯dɪ.ʊs ˈkae̯sar au̯ˈɡʊstʊs ɡɛrˈmaːnɪkʊs]), född som Lucius Domitius Ahenobarbus ([ˈluːkɪ.ʊs dɔˈmɪtɪ.ʊs a.eːnɔˈbarbʊs]) den 15 december 37 i Antium, död 9 juni 68 i Rom, var den femte romerske kejsaren från 13 oktober 54 fram till sin död. Nero kom att adopteras av kejsar Claudius för att bli tronarvinge. Han tillträdde tronen efter Claudius död, och hans styre varade i tretton år och åtta månader.
Nero härskade från 54 till 68. Hans första tid vid makten, en period under vilken han stod under inflytande av rådgivare som filosofen Seneca, präglades av politisk stabilitet och välstånd. Han fokuserade i stor utsträckning på diplomati och handel, och på att öka imperiets kulturella kapital genom att uppföra teatrar och gynna idrottstävlingar. Nero påbörjade också många kostsamma projekt, däribland byggandet av en kanal och ett palats, vilka dock förblev ofullbordade. Dessa projekt tärde hårt på statens ekonomi och ökade skattebördan på provinserna.
Under Neros tid som kejsare förde Rom ett framgångsrikt krig mot Partien (58–63) där så småningom en fred framförhandlades. Vid ungefär samma tid kvästes den brittiska revolten (60–61). Även kväsandet av en annan revolt, som är bekant som det judiska kriget (66–70), inleddes under hans styre.
Nero skilde sig år 62 från sin fru (och styvsyster) Claudia Octavia och gifte om sig med Poppaea Sabina. Med henne fick han dottern Claudia Neronis eller Claudia Augusta, som troligen föddes i början av år 63, möjligen 21 januari, och var Neros enda barn efter vad som är känt. Hon dog dock endast fyra månader gammal.
År 64 brann Rom. Enligt historikern Tacitus kom ett rykte i svang att branden hade startats på order av Nero. För att undgå anklagelserna lät Nero lägga skulden för brandens uppkomst på Roms kristna, vilka därför kom att utsättas för förföljelser. Det har emellertid aldrig kunnat bevisas att branden, som ursprungligen började någonstans i det gytter av butiker som omgav Circus Maximus, överhuvudtaget var anlagd.
Nero störtades i en militärkupp år 68. Inför hotet att avrättas tog han den 9 juni 68 sitt liv. Han var den siste av de julisk-claudiska kejsarna och hans regering följdes av de så kallade revolutionskejsarnas korta tid (68–69); Galba, Otho och Vitellius.
Neros styre förknippas ofta med tyranni och extravaganser. Han är känd för ett antal avrättningar, däribland av sin mor och styvbror, och som kejsaren som "spelade fiol medan Rom brann", samt som en tidig förföljare av kristna. Denna syn baseras på de främsta bevarade källorna till Neros styre – Tacitus, Suetonius och Dio Cassius. Få bevarade källor ger en fördelaktig bild av Nero. Vissa källor, däribland några av de ovan nämnda, beskriver honom dock som en kejsare som var populär i de breda folklagren, särskilt i öst. Studiet av Nero är problematiskt eftersom vissa moderna historiker ifrågasätter de antika källornas tillförlitlighet genom att de anses vara partiska.

## Uppväxt

### Familj
Nero föddes som Lucius Domitius Ahenobarbus den 15 december 37 e.Kr. i Antium, nära Rom. Han var ende sonen till Gnaeus Domitius Ahenobarbus (den yngre) och kejsar Caligulas syster Agrippina den yngre.
Neros far, Gnaeus Domitius Ahenobarbus (den yngre), var i sin tur son till Lucius Domitius Ahenobarbus (den yngre) och Antonia den äldre, sonson till Gnaeus Domitius Ahenobarbus (den äldre) och sannolikt Aemilia Lepida samt dotterson till Marcus Antonius och Octavia den yngre. Således var Neros farmor Antonia den äldre medan hans mors farmor var Antonia den yngre, vilken efter att hennes son kejsar Claudius adopterat Nero, också blev Neros farmor. Genom sitt släktskap med Octavia den yngre, som var kejsar Augustus syster, kunde Nero åberopa släktskap också med Augustus.
Neros far, Gnaeus, hade varit praetor och var Caligulas följeslagare till Orienten. Suetonius skrev att Neros far var en mördare och bedragare som åtalades av kejsar Tiberius för förräderi, äktenskapsbrott och incest. Men då Tiberius dog undslapp Gnaeus åtalspunkterna. Han dog av ödem ("vattusot") år 40 när Nero var två år gammal.
Neros mor var Agrippina den yngre, som var barnbarnsbarn till Augustus i dennes äktenskap med Scribonia genom deras dotter Julia den äldre och hennes man Marcus Vipsanius Agrippa. Agrippinas far, Germanicus, var via ett led sonson till Augustus hustru, Livia Drusilla, och via ett annat dotterson till Marcus Antonius och Octavia den yngre. Germanicus mor Antonia den yngre var dotter till Octavia den yngre och Marcus Antonius. Germanicus var också adoptivson till Tiberius. Agrippina hade förgiftat sin andra make Passienus Crispus, och ett antal antika historiker anklagade henne för att också ha mördat sin tredje make, kejsar Claudius.
Släktträd
|      |  |  |  |  |  |  |  |                                         |  |  |  |  |  |  |  |                             |  |  |  |  |  |  |  | Gnaeus Domitius Ahenobarbus (den äldre) |
|      |  |  |  |  |  |  |  |                                         |  |  |  |  |  |  |  |                             |  |  |  |  |  |  |  |                                         |
|      |  |  |  |  |  |  |  |                                         |  |  |  |  |  |  |  | Lucius Domitius Ahenobarbus |  |  |  |  |  |  |  |                                         |
|      |  |  |  |  |  |  |  |                                         |  |  |  |  |  |  |  |                             |  |  |  |  |  |  |  |                                         |
|      |  |  |  |  |  |  |  |                                         |  |  |  |  |  |  |  |                             |  |  |  |  |  |  |  | Aemilia Lepida                          |
|      |  |  |  |  |  |  |  |                                         |  |  |  |  |  |  |  |                             |  |  |  |  |  |  |  |                                         |
|      |  |  |  |  |  |  |  | Gnaeus Domitius Ahenobarbus (den yngre) |  |  |  |  |  |  |  |                             |  |  |  |  |  |  |  |                                         |
|      |  |  |  |  |  |  |  |                                         |  |  |  |  |  |  |  |                             |  |  |  |  |  |  |  |                                         |
|      |  |  |  |  |  |  |  |                                         |  |  |  |  |  |  |  |                             |  |  |  |  |  |  |  | Marcus Antonius                         |
|      |  |  |  |  |  |  |  |                                         |  |  |  |  |  |  |  |                             |  |  |  |  |  |  |  |                                         |
|      |  |  |  |  |  |  |  |                                         |  |  |  |  |  |  |  | Antonia den äldre           |  |  |  |  |  |  |  |                                         |
|      |  |  |  |  |  |  |  |                                         |  |  |  |  |  |  |  |                             |  |  |  |  |  |  |  |                                         |
|      |  |  |  |  |  |  |  |                                         |  |  |  |  |  |  |  |                             |  |  |  |  |  |  |  | Octavia den yngre                       |
|      |  |  |  |  |  |  |  |                                         |  |  |  |  |  |  |  |                             |  |  |  |  |  |  |  |                                         |
| Nero |  |  |  |  |  |  |  |                                         |  |  |  |  |  |  |  |                             |  |  |  |  |  |  |  |                                         |
|      |  |  |  |  |  |  |  |                                         |  |  |  |  |  |  |  |                             |  |  |  |  |  |  |  | Nero Claudius Drusus                    |
|      |  |  |  |  |  |  |  |                                         |  |  |  |  |  |  |  |                             |  |  |  |  |  |  |  |                                         |
|      |  |  |  |  |  |  |  |                                         |  |  |  |  |  |  |  | Germanicus                  |  |  |  |  |  |  |  |                                         |
|      |  |  |  |  |  |  |  |                                         |  |  |  |  |  |  |  |                             |  |  |  |  |  |  |  |                                         |
|      |  |  |  |  |  |  |  |                                         |  |  |  |  |  |  |  |                             |  |  |  |  |  |  |  | Antonia den yngre                       |
|      |  |  |  |  |  |  |  |                                         |  |  |  |  |  |  |  |                             |  |  |  |  |  |  |  |                                         |
|      |  |  |  |  |  |  |  | Agrippina den yngre                     |  |  |  |  |  |  |  |                             |  |  |  |  |  |  |  |                                         |
|      |  |  |  |  |  |  |  |                                         |  |  |  |  |  |  |  |                             |  |  |  |  |  |  |  |                                         |
|      |  |  |  |  |  |  |  |                                         |  |  |  |  |  |  |  |                             |  |  |  |  |  |  |  | Marcus Vipsanius Agrippa                |
|      |  |  |  |  |  |  |  |                                         |  |  |  |  |  |  |  |                             |  |  |  |  |  |  |  |                                         |
|      |  |  |  |  |  |  |  |                                         |  |  |  |  |  |  |  | Agrippina den äldre         |  |  |  |  |  |  |  |                                         |
|      |  |  |  |  |  |  |  |                                         |  |  |  |  |  |  |  |                             |  |  |  |  |  |  |  |                                         |
|      |  |  |  |  |  |  |  |                                         |  |  |  |  |  |  |  |                             |  |  |  |  |  |  |  | Julia den äldre                         |
|      |  |  |  |  |  |  |  |                                         |  |  |  |  |  |  |  |                             |  |  |  |  |  |  |  |                                         |

### Utseende
I Kejsarbiografier beskriver den romerske historikern Suetonius Nero som varande "av medellängd, hans kropp märkt av fläckar och illaluktande, hans hår ljusblont, hans ansiktsdrag regelbundna snarare än attraktiva, hans ögon blå och något matta, med en kraftig nacke, en framträdande mage och mycket smala ben".

### Vägen till makten
Nero, som då hette Lucius, var från början inte tilltänkt som kejsare. Hans morbror Caligula tillträdde tronen ung och kunde tros ha alla förutsättningar att skaffa egna söner. Neros mor, Agrippina, blev impopulär hos Caligula och efter hennes makes död sändes hon år 39 i exil. Caligula beslagtog Neros arv och skickade honom för att bli uppfostrad av hans mindre välbärgade faster Domitia Lepida, som var mor till Valeria Messalina, Claudius tredje fru.
Caligula, hans hustru Caesonia och deras späda dotter Julia Drusilla mördades den 24 januari 41. Denna händelse medförde att en ny kejsare kom till makten och det blev Claudius, Caligulas farbror. Claudius tillät Agrippina att återvända från exilen.

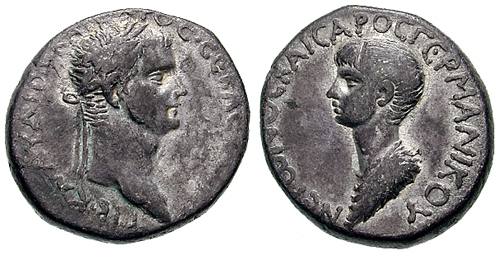
Mynt, präglat under Claudius styre cirka år 50, som prisar den unge Nero som tänkt framtida kejsare.

Claudius hade ingått två tidigare äktenskap innan han gifte sig med Valeria Messalina. Dessa äktenskap producerade tre barn, däribland sonen Drusus, vilken dock dog tidigt. Claudius fick därefter två barn med Messalina – Claudia Octavia (född 40) och Britannicus (född 41). År 48 lät Claudius avrätta Messalina.
Året därpå gifte sig Claudius för fjärde gången, nu med Agrippina. I syfte att Nero (Lucius) skulle kunna bistå Claudius politiskt lät denne officiellt adoptera Nero år 50 och han fick då det nya namnet Nero Claudius Caesar Drusus Germanicus. Nero var äldre än sin styvbror Britannicus och blev därför också tronarvinge och kom att ärva tronen vid Claudius död.
År 51 när Nero var 14 år gammal förklarades han vuxen. Han utsågs då till prokonsul, inträdde i och talade för första gången inför senaten, framträdde offentligt tillsammans med Claudius, och kom att avbildas på mynt. År 53 gifte han sig med sin styvsyster Claudia Octavia.

## Kejsare

### Början av regeringstiden

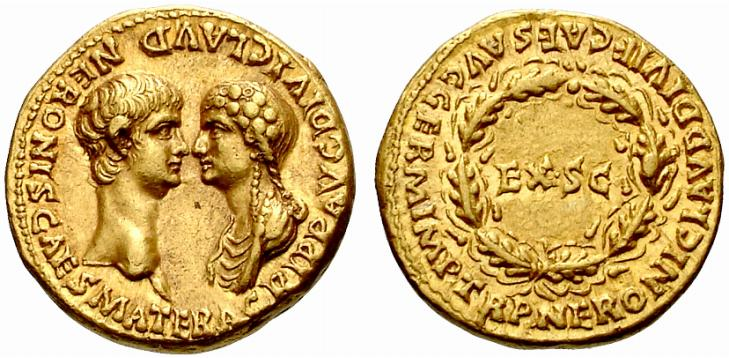
Aureus med bild av Nero och hans mor, Agrippina den yngre, från cirka år 54.

År 54 dog Claudius och Nero utropades till ny kejsare. Fastän berättelserna skiljer sig mycket åt, hävdar flera antika historiker att Agrippina förgiftade Claudius. Det är inte känt hur mycket Nero visste om eller var inblandad i Claudius död.
Nero blev kejsare vid 16 års ålder, den dittills yngste romerske kejsaren. Antika historiker beskriver Neros styre, särskilt under hans första år som kejsare, som starkt influerat av hans mor Agrippina, av hans lärare och rådgivare, filosofen Seneca, och av praetorianprefekten Sextus Afranius Burrus. Dessa två fick stort inflytande, och den senare kejsaren Trajanus ansåg att riket hade aldrig regerats bättre än under de fem första åren av Neros styrelse. Övriga lärare och rådgivare åt Nero, såsom exempelvis Alexander av Aigai, nämns mer sällan i de antika källorna och förefaller ha haft mindre inflytande över Nero.
Mycket tidigt under Neros styre uppstod problem i regeringsutövandet genom den konkurrens om inflytande som rådde mellan Agrippina och Neros två huvudsakliga rådgivare, Seneca och Burrus.

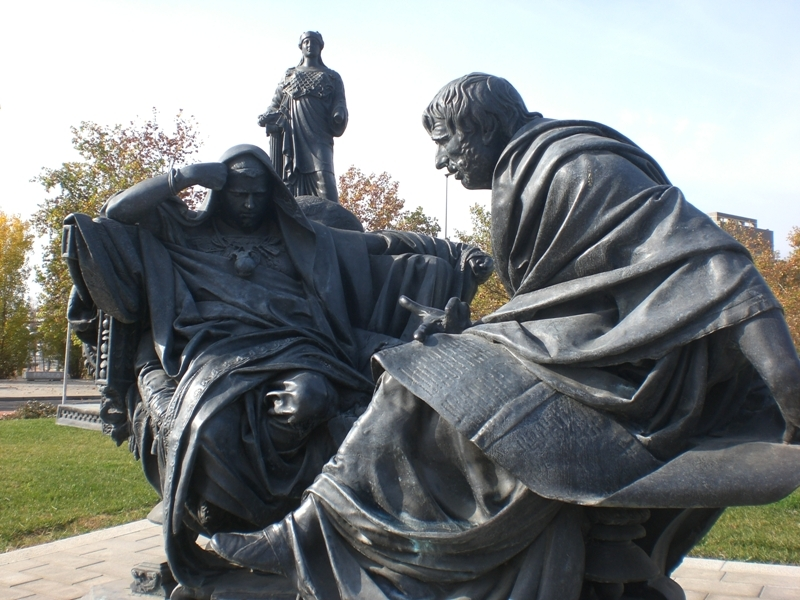
Seneca och Nero, efter Eduardo Barrón, Córdoba, Spanien.

År 54 försökte Agrippina få sitta bredvid Nero när han mötte ett armeniskt sändebud, men Seneca hindrade henne och förhindrade därmed en skandal. Neros personliga vänner litade inte heller på Agrippina och sade åt Nero att akta sig för sin mor. Nero sägs ha varit missnöjd med sitt äktenskap med Octavia och inledde en affär med Claudia Acte, en före detta slav. År 55 försökte Agrippina ingripa till förmån för Octavia och krävde att hennes son skulle avvisa Acte. Nero motstod dock, med stöd av Seneca, sin mors inblandning i vad han ansåg vara hans personliga förehavanden.
När Agrippinas inflytande över sin son hade avbrutits, började hon enligt vad som påstås verka för att Neros styvbror Britannicus skulle bli kejsare. Den knappt femton år gamle Britannicus, vilken innan Nero adopterades varit den tilltänkte tronarvingen, var fortfarande juridiskt minderårig, men närmade sig myndighetsåldern. Enligt Tacitus hoppades Agrippina att med hennes stöd Britannicus, såsom varande Claudius biologiske son, av staten skulle ses som den sanne tronarvingen i stället för Nero. Den unge Britannicus dog dock plötsligt och misstänkt den 12 februari 55, dagen innan hans myndighetsförklaring skulle ha skett. Nero hävdade att Britannicus dog av ett epileptiskt anfall, men alla antika historiker hävdar att Britannicus förgiftades av Nero. Efter Britannicus död anklagades Agrippina för att förtala Octavia, och Nero beordrade henne att lämna kejsarbostaden.

### Modersmord och maktkonsolidering

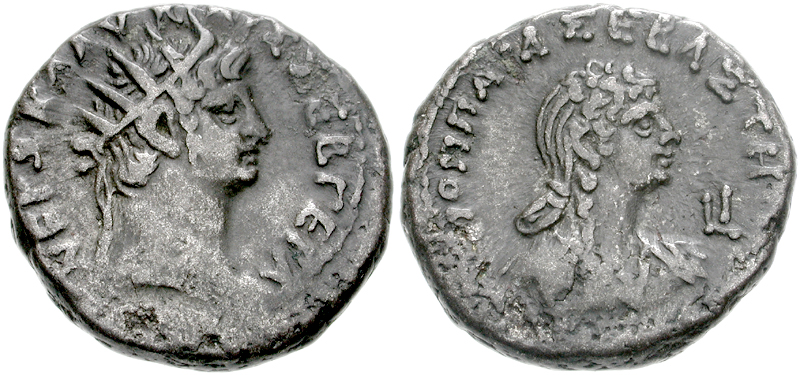
Mynt med bild av Nero och Poppaea Sabina

Med tiden blev Nero allt mäktigare, befriade sig från sina rådgivare och eliminerade rivaler om tronen. År 55 flyttade han Marcus Antonius Pallas, en allierad till Agrippina, från dennes position i finansdepartementet. Pallas anklagades tillsammans med Burrus för att konspirera mot kejsaren i syfte att sätta Faustus Sulla på tronen. Seneca anklagades för att samarbeta med Agrippina och för förskingring. Seneca lyckades emellertid få sig själv, Pallas och Burrus frikända. Enligt Dio Cassius minskade vid denna tidpunkt Senecas och Burrus roll i rikets styre från noggrann och detaljerad planering till att enbart dämpa effekterna av Neros nycker.
År 58 inledde Nero en kärleksrelation med Poppaea Sabina, hustru till hans vän och den blivande kejsaren, Otho. Eftersom ett giftermål med Poppaea och en skilsmässa från Octavia inte tycktes vara en politisk möjlighet medan Agrippina var i livet, beordrade Nero år 59 att hans mor skulle mördas. Ett antal moderna historiker uppfattar dock detta som ett osannolikt motiv, eftersom Nero trots allt inte gifte sig med Poppaea förrän år 62. Dessutom skilde sig Poppaea, enligt Suetonius, inte från sin make förrän efter Agrippinas död, vilket gör det osannolikt att den redan gifta Poppaea skulle försöka äkta Nero. Några moderna historiker spekulerar om att Neros avrättning av Agrippina föranleddes av att hon planerade att sätta Rubellius Plautus på tronen. Enligt Suetonius försökte Nero mörda sin mor genom ett planlagt skeppsbrott, som tog livet av hennes vän Acerronia Polla, men inte henne. När Agrippina överlevde lät Nero i stället avrätta henne, och försökte få det att framstå som självmord. Denna händelse beskrivs även av Tacitus.

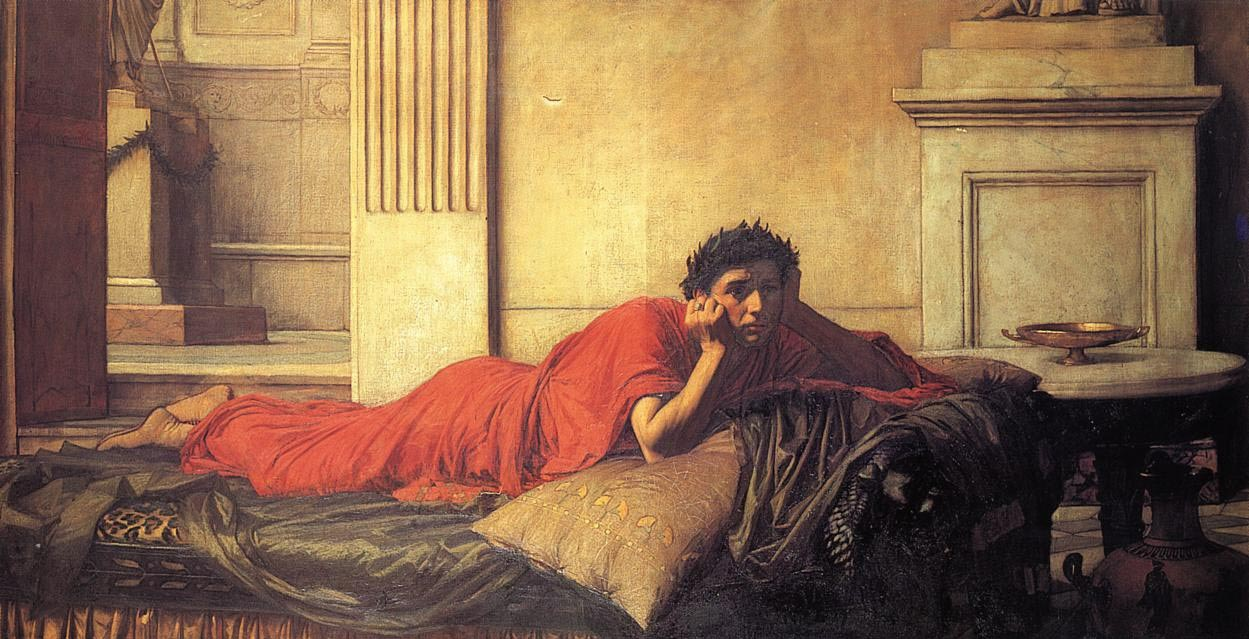
The Remorse of Nero after Killing his Mother, av John William Waterhouse, 1878.

År 62 dog Neros rådgivare Burrus. Dessutom anklagades Seneca ännu en gång för förskingring. Seneca bad Nero om tillåtelse att dra sig tillbaka från det offentliga livet. Nero skilde sig från Octavia och förvisade henne med hänvisning till hennes ofruktsamhet, och blev därmed fri att gifta sig med den då redan gravida Poppaea. Efter protester från allmänheten kände Nero sig dock tvungen att låta Octavia återvända från sin exil, men kort efter sin återkomst avrättades hon. Nero sades också ha sparkat ihjäl Poppaea år 65 innan hon hann föda hans andra barn. Moderna historiker, som noterar att Suetonius, Tacitus och Dio Cassius möjligen var partiska mot Nero och troligen inte hade tillgång till direkta vittnesmål om privata händelser, antar dock att Poppaea kan ha dött i sviter av missfall eller i barnsäng.
År 62 framfördes för första gången anklagelser om att ett förräderi mot Nero och senaten planerades. Senaten dömde praetorn Antistius till döden för att på en fest ha talat illa om Nero. Senare förvisade Nero Fabricius Veiento eftersom denne i en bok hade förtalat senaten. Tacitus skriver att grunden till den konspiration mot Nero som leddes av Gaius Calpurnius Piso tog sin början detta år. För att befästa sin makt avrättade Nero ett antal personer under åren 62 och 63, däribland sina rivaler Marcus Antonius Pallas, Rubellius Plautus och Faustus Sulla. Enligt Suetonius visade Nero under denna period "vare sig urskillning eller måtta genom att låta avrätta vemhelst han önskade".
Neros befäste också sin makt genom att långsamt överta senatens makt. Vid makttillträdet år 54 lovade Nero att ge senaten befogenheter likvärdiga med de som rådde under republiken. Vid år 65 klagade senatorerna på att de inte längre hade någon makt kvar, och denna omständighet ledde till den pisonska sammansvärjningen.

### Den administrativa politiken

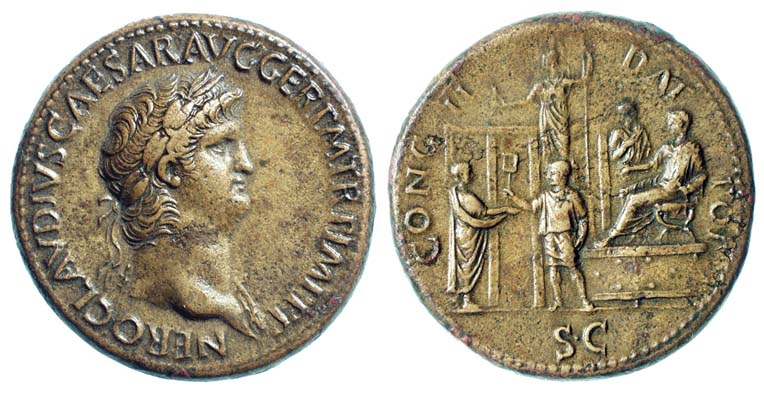
Mynt som visar Nero dela ut allmosor till en medborgare; cirka 64–66.

Under sin tid som regent fattade Nero ofta beslut som uppskattades av folket. Nero kritiserades till och med för att vara besatt av att vara populär.
Nero inledde sin regeringstid år 54 genom att utlova senaten större autonomi. Under detta första år förbjöd han andra att hänvisa till honom som ansvarig för att nya lagar antagits. För detta hyllades han av senaten. Nero var känd för att under denna period tillbringa mycket tid på bordeller och värdshus.
År 55 började Nero anta en mer aktiv roll som administratör. Han var konsul fyra gånger mellan åren 55 och 60. Under denna period talar vissa antika historiker väl om Nero och kontrasterar denna tid mot hans senare styre.
Under Neros tid infördes begränsningar av de belopp som skulle erläggas för borgen och böter. Advokatarvodena begränsades också. Inom senaten diskuterades det dåliga uppförandet bland de frigivna slavarna, och ett starkt krav framfördes på att slavägare därför skulle ha rätt att återkalla frigivningarna. Nero stödde de frigivna slavarna och dömde emot slavägarnas rätt att upphäva frigivningarna. Senaten försökte anta en lag om att brott begångna av en viss slav skulle gälla alla slavar i den slavens hushåll. Trots upplopp stödde Nero senaten i denna fråga, och satte in trupper för att organisera avrättningen av 400 slavar som påverkades av lagen. Han lade dock in sitt veto mot alltför stränga åtgärder mot de frigivna slavar som berördes av ärendet. Efter att anklagelser riktats mot skatteindrivarna för att vara för hårda mot de fattiga, överförde Nero myndigheten för skatteuppbörd till lägre kommissionärer. Nero förbjöd rådmän och förvaltare att skylta med offentliga nöjen, av rädsla för att arenan skulle användas för att skaffa inflytande över massan. Dessutom förekom många åtal och avsättningar av statliga tjänstemän samt arresteringar av dem som idkade utpressning och korruption. När ytterligare klagomål framfördes på att de fattiga beskattades för hårt, försökte Nero avskaffa alla indirekta skatter. Senaten övertygade honom emellertid om att denna handling skulle leda till en statsfinansiell bankrutt. Som en kompromiss sänktes skatterna från 4,5 % till 2,5 %. Dessutom fattades beslut om att statens hemliga skatteregister skulle göras offentliga. För att sänka kostnaden för import av mat förklarades handelsfartyg fråntagna beskattning.

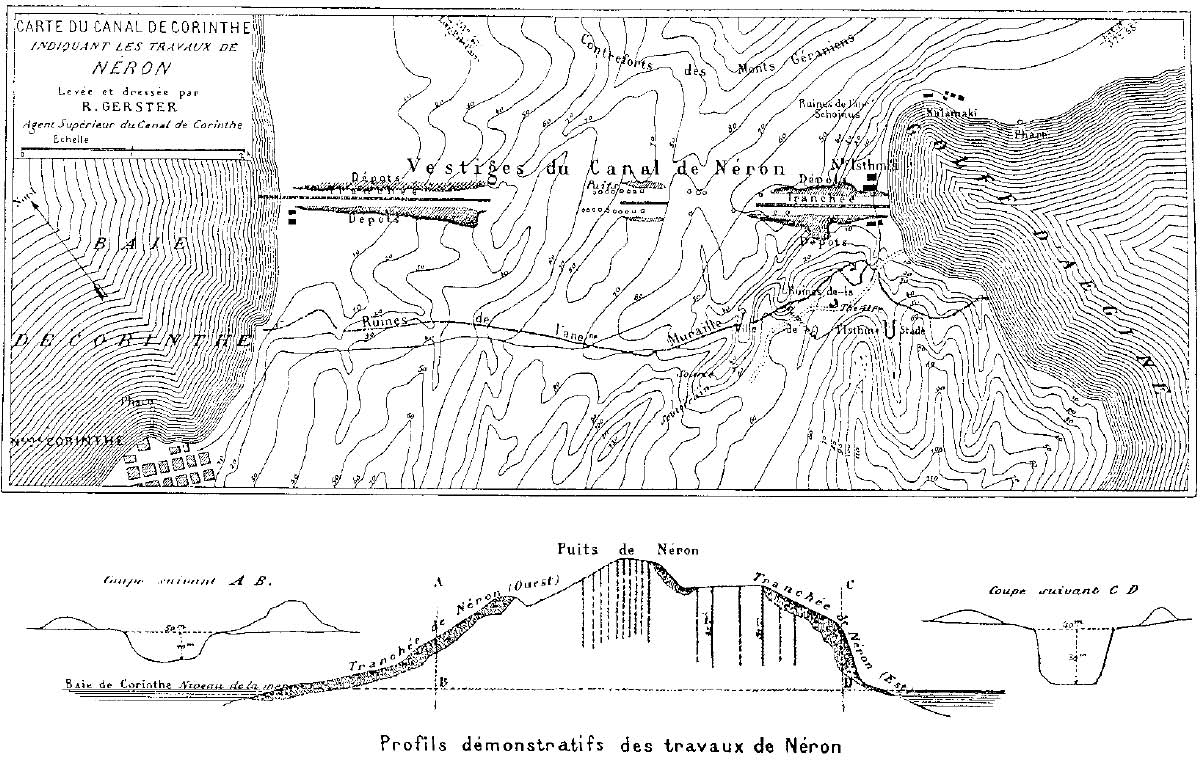
Neros övergivna Korinthkanal

För att efterlikna grekerna byggde Nero ett antal idrottslokaler och teatrar. Enorma gladiatorspel hölls också. Nero instiftade dessutom Neronia, en festival som innefattade spel, poesi och teater. Historiker antyder att det fanns en tro på att teatern ledde till omoral. Andra ansåg att det var gammalmodigt att ha skådespelare klädda i grekiska kläder. Vissa ifrågasatte också de stora offentliga utgifterna för underhållning som dessa åtgärder medförde.
År 64 brann Rom. Nero genomförde en räddningsinsats samt vidtog en betydande återuppbyggnad av staden. Ett antal andra stora byggnadsprojekt genomfördes under Neros sena regeringstid. Nero lät fylla sumpmarkerna i Ostia med grus och skräp från resterna efter branden. Han uppförde det stora Domus Aurea. År 67 försökte Nero låta anlägga en kanal vid Korintiska näset. Antika historiker hävdar att dessa och andra projekt tärde hårt på statens budget.
Neros ekonomiska politik är ett omdebatterat ämne bland forskare. Enligt antikens historiker var Neros byggnadsprojekt överdrivet slösaktiga och de stora utgifterna lämnade Italien "helt igenom plundrat genom pengaunderstöd" med "provinserna ruinerade." Moderna historiker menar dock att det under stora delar av Neros regeringstid rådde deflation och att det därför är troligt att Neros utgifter till viss del bestod av offentliga arbetsprojekt och allmosor med syfte att lindra de ekonomiska bekymren.

### Roms brand
Branden i Rom utbröt på natten mellan den 18 och 19 juli år 64 e.Kr. Den började vid sydöstra änden av Circus Maximus i butiker som sålde eldfängda varor.

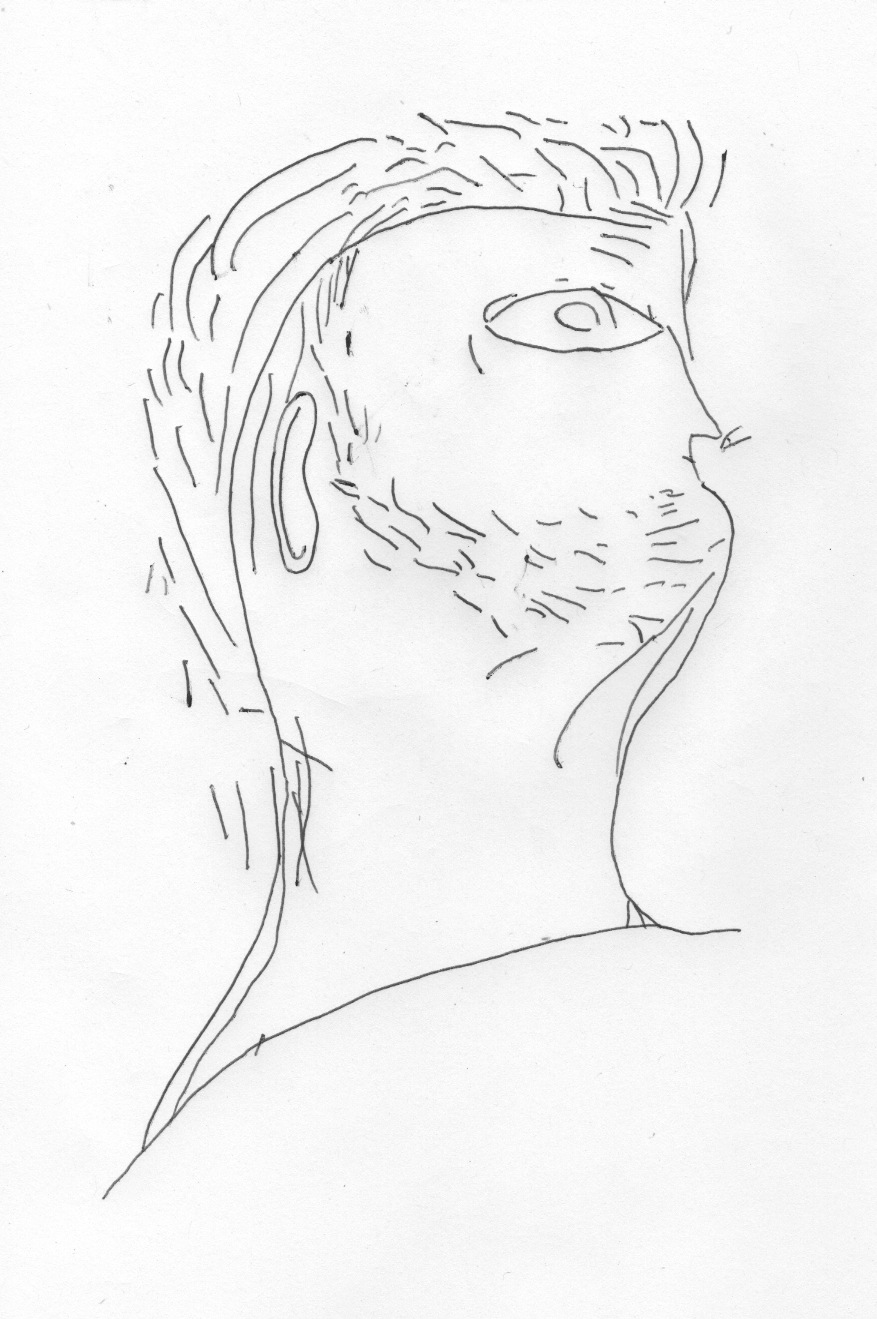
Skiss av antikt graffitiporträtt av Nero, funnet i Domus Tiberiana.

Brandens omfattning är osäker. Enligt Tacitus, som vid tiden för branden var nio år gammal, spred den sig snabbt och upphörde först på den sjätte dagen, för att sedan på nytt ta fart. Tre av Roms fjorton distrikt brann ner fullständigt och sju blev så allvarligt skadade att endast "spillror av hus" återstod. Blott fyra av de fjorton distrikten undkom ödeläggelse. Den enda andra samtida historiker som nämnde branden var Plinius den äldre, som dock bara skrev om den i förbigående. Andra samtida historiker som man kunde förvänta sig skulle ha nämnt den, som Josefus, Dion Chrysostomos, Plutarchos och Epiktetos, nämner den inte.
Det är ovisst vem eller vad som faktiskt orsakade branden – om det var en olyckshändelse eller en anlagd mordbrand. Suetonius och Dio Cassius pekar ut Nero som den som startade branden. Syftet skulle då ha varit att ge rum för ett nytt palatskomplex. Tacitus nämner att vissa kristna erkände sig skyldiga till att ha anlagt branden och att "därefter överbevisades på deras angivelse en väldig skara, ej så mycket om skuld till branden som hat till människosläktet". Det är dock inte känt om dessa bekännelser tillkom under tortyr och om de som erkände därför var oskyldiga till det brott de erkänt. Icke anlagda bränder var inte ovanliga i antikens Rom. Faktum är att Rom drabbades av en annan stor brand år 69, liksom år 80.
Suetonius och Dio Cassius skrev att Nero sjöng eposet "Iliou persis" i scenkostym medan staden brann. I folktron hävdas att Nero spelade fiol vid tiden för branden, en anakronism endast baserad på föreställningen om lyran, ett stränginstrument som förknippades med Nero och hans framträdanden. (Vid denna tid var fiolen inte uppfunnen.) Tacitus anger dock att Nero befann sig i Antium vid tillfället för brandens utbrott. Vidare nämnde Tacitus inget om att Nero skulle ha spelat lyra, däremot att "ryktet hade spritt sig att när staden stod i lågor hade Nero gått upp på sin privata scen och sjungit om Trojas förstöring", och han menar att detta rykte var så ihållande att det inte hjälpte att Nero visade stor omsorg med sitt folks lidande.
Enligt Tacitus återvände Nero när han hört nyheten om branden till Rom för att organisera en hjälpinsats, som han betalade för med egna medel. Efter branden öppnade Nero privata områden och ”sina egna parkanläggningar” för att ge husrum åt hemlösa och han lät i all hast ”uppföra tillfälliga bostäder för att hysa den utblottade mängden”, samt såg till att mat levererades för att förebygga svält bland de överlevande. I brandens kölvatten utformade han en ny stadsutvecklingsplan. Hus som byggdes efter branden placerades med större avstånd då man "beredde plats för breda gator". För att ytterligare motverka uppkomsten av nya bränder lät man inskränka "husens höjd" och göra rum för "öppna platser med pelargångar som skulle skydda hyreshusens fasader." Vidare beslutades att "en bestämd del av husen skulle byggas av sten" utan inslag av trä och inga hus tilläts ha gemensamma väggar. Nero byggde också ett nytt palatskomplex som blev känt som Neros gyllene hus (Domus Aurea) i ett område som ödelades av branden. Detta innefattade grönskande konstgjorda landskap och en 30 meter hög staty av honom själv, "Neros koloss", skulpterad av Zenodoros. Storleken på detta komplex är omdebatterad (från 0,4 till 1,2 km2). För att få fram den nödvändiga finansieringen för återuppbyggnaden pålades imperiets provinser tributer.
Enligt Tacitus sökte folket efter en syndabock och det fanns rykten om att Nero bar ansvaret. För att avvärja beskyllningarna från sig själv utsåg Nero de kristna till måltavla. Han befallde att kristna skulle kastas till vilda djur och hundar, medan andra korsfästes och brändes på bål.
Tacitus beskrev händelsen på följande sätt:
| ” | För att alltså få slut på ryktet anklagade Nero och straffade synnerligen utsökt dessa för sina laster hatade, vilka hopen kallade kristna [eller krestna]. Upphovsmannen till detta namn, Christus, avrättades genom prokurator Pontius Pilatus när Tiberius regerade; och [fastän] undertryckt för stunden utbröt den fördärvliga vidskepelsen på nytt, inte endast i Judeen, detta ondas upphov, utan även i staden [Rom], där all världens gräsligheter och skamligheter flödar samman och förhärligas [eller: ivrigt idkas]. Alltså greps först de som erkände, därefter överbevisades på deras angivelse en väldig skara, ej så mycket om skuld till branden som hat till människosläktet. Och när de dödades gjordes de till åtlöje: de sveptes i hudar av vilda djur och hundar bet dem till döds; eller också korsfästes de och antändes för att när det kvällades användas som belysning. | „ |

### Offentliga framträdanden

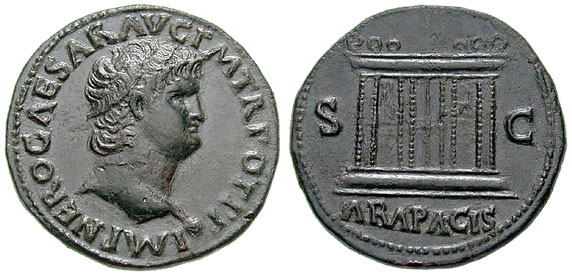
Nero-mynt, cirka 66. Ara Pacis på baksidan.

Nero tyckte om att köra vagn med enspann, sjunga till lyra och poesi. Han komponerade till och med sånger som framfördes av andra underhållare runtom i imperiet. I början framträdde Nero endast i slutna sällskap.
År 64 började Nero sjunga offentligt i Neapel för att stärka sin popularitet. Han sjöng också vid den andra Neronia-festivalen år 65. Det sades att Nero törstade efter uppmärksamheten, men historikerna skriver också att Nero uppmuntrades att sjunga och framträda inför publik av senaten, sin inre krets och folket. Antikens historiker kritiserade med eftertryck hans val att framträda inför publik och kallade det för skamligt.
Nero övertygades om att han skulle delta i Olympiska spelen år 67 för att förbättra relationerna med Grekland och kunna visa upp Roms makt och dominans. Som tävlande förde Nero en vagn med tiospann och var nära att dö efter att ha kastats av den. Han framträdde också som skådespelare och sångare. Fastän Nero agerade med tvekan i kapplöpningarna (och i ett fall drog sig ur helt och hållet före slutet) och i skådespeleritävlingarna, vann han ändå segerkransarna i dessa grenar och stoltserade med dem när han återvände till Rom. Att Nero ändå vann dessa segrar förklaras med att han mutade domarna och av hans maktställning som kejsare.

### Krig och fred med Partien
Kort efter Neros trontillträde år 54 störtade den romerska vasallstaten Armenien sin furste Rhadamistus, och denne ersattes av den partiske fursten Tiridates. Detta betraktades som en partisk invasion av romerskt territorium. Det rådde oro i Rom över huruvida den unge kejsaren skulle kunna hantera situationen. Nero reagerade genom att omedelbart skicka militär till området under ledning av Gnaeus Domitius Corbulo. Parterna överlämnade temporärt kontrollen över Armenien till Rom.
Freden varade dock inte, och fullskaligt krig bröt ut år 58. Den partiske kungen Vologases I vägrade avsätta sin bror Tiridates som furste över Armenien. Parterna inledde en fullskalig invasion av det armeniska riket. Den romerske befälhavaren Corbulo svarade på attacken och drev tillbaka större delen av den partiska armén samma år. Tiridates slog till reträtt och Rom kontrollerade åter merparten av Armenien.
Nero hyllades offentligt för denna inledande seger. Tigranes, en kappadokisk adelsman uppvuxen i Rom, installerades av Nero som ny härskare över Armenien. Som belöning för sin insats utsågs Corbulo till guvernör av Syria.

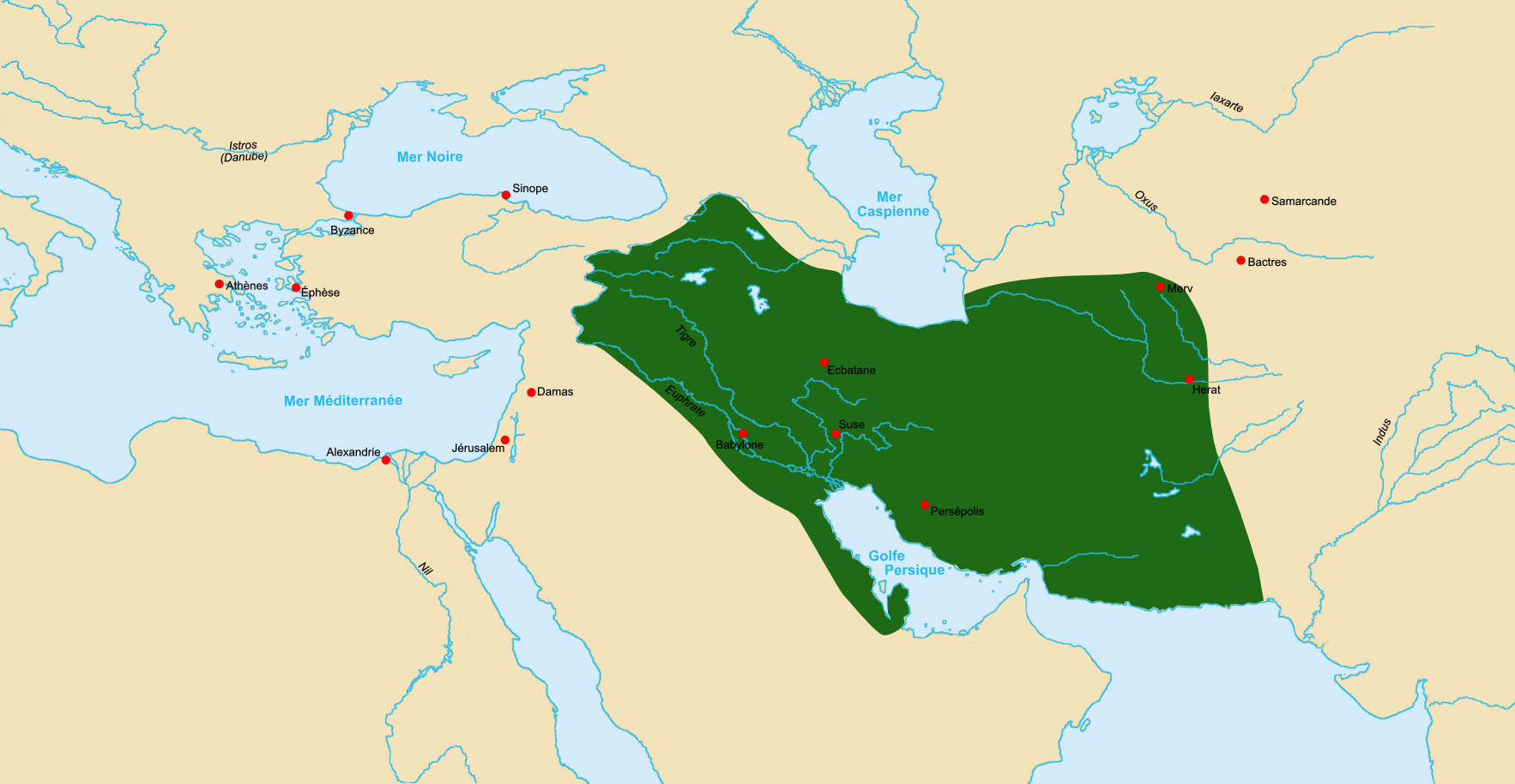
Partien cirka 60. Neros fredsavtal med Partien sågs som en politisk seger på hemmaplan och gjorde honom älskad i öst.

År 62 invaderade Tigranes den partiska provinsen Adiabene. Rom och Partien var nu åter i krig med varandra och detta krig varade till år 63. Partien rustade för att slå till mot den romerska provinsen Syria. Corbulo försökte övertala Nero att fortsätta kriget, men Nero valde att i stället sluta fred. I Rom oroade man sig över spannmålstillförseln i öster och för ett budgetunderskott.
Resultatet blev ett avtal där Tiridates åter blev Armeniens kung, men kröntes i Rom av kejsar Nero. I framtiden skulle kungen av Armenien vara en partisk furste, men tillsättningen krävde Roms godkännande. Tiridates tvingades komma till Rom och delta i ceremonier ämnade att visa upp den romerska överhögheten.
Detta fredsavtal av år 63 sågs som en avsevärd politisk seger för Nero. Nero blev mycket populär i Romarrikets östra provinser och även hos parterna. Freden mellan Partien och Rom varade i 50 år tills den romerske kejsaren Trajanus invaderade Armenien år 114.

### Andra större maktkamper och uppror

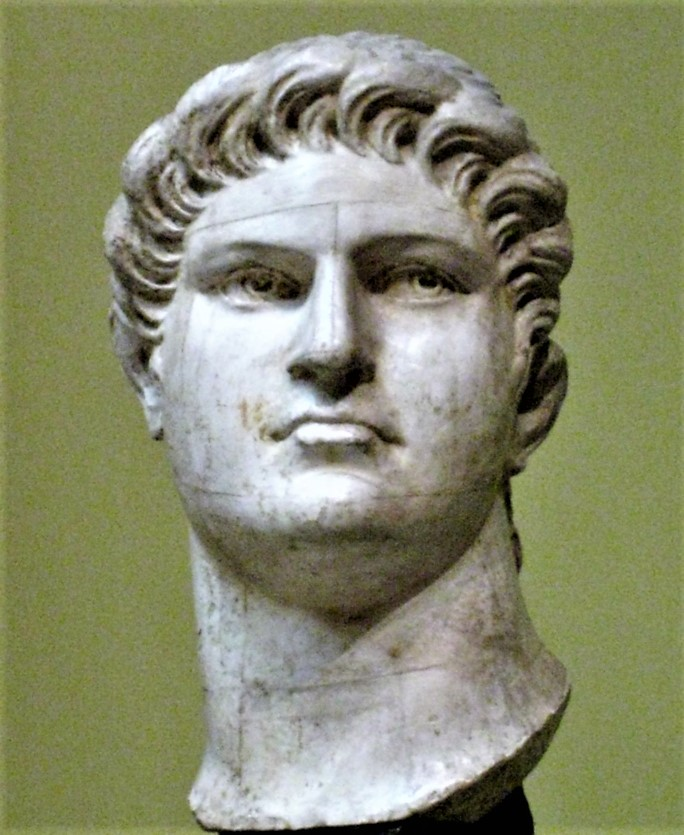
Gipsbyst av Nero, Pusjkinmuseet, Moskva.

Kriget mot Partien var inte Neros enda stora krig, men han fick i samband med detta både kritik och beröm för sin motvilja till krig. Liksom många kejsare både tidigare och senare, ställdes Nero inför ett antal uppror och maktkamper inom imperiet.
Den brittiska revolten åren 60–61 (Boudicas uppror)
År 60 utbröt ett stort uppror i provinsen Britannia. Medan guvernören Gaius Suetonius Paullinus och hans trupper var upptagna med att erövra ön Mona (Anglesey) från druiderna, inledde stammarna i sydöst under ledning av icenernas drottning Boudicca en revolt. Boudicca och hennes trupper förstörde tre städer innan Paullinus armé återvände med förstärkningar och kunde slå ner upproret år 61. Nero fruktade att Paullinus själv skulle kunna provocera fram fler uppror, och han ersatte honom därför med den mer undergivne Publius Petronius Turpilianus.
Pisonska sammansvärjningen år 65
År 65 organiserade den romerske statsmannen Gaius Calpurnius Piso en sammansvärjning mot Nero med hjälp av tribunen Subrius Flavus och centurionen i praetoriangardet Sulpicius Asper. Enligt Tacitus ville många sammansvurna ”rädda staten” från kejsaren och återställa republiken. Den frigivne slaven Milichus upptäckte sammansvärjningen och rapporterade den till Neros sekreterare Epafroditos. Till följd av att Nero informerades misslyckades sammansvärjningen, och de som stått bakom den avrättades, däribland poeten Marcus Annæus Lucanus. Neros tidigare rådgivare Seneca tvingades begå självmord efter att han medgivit att han hade diskuterat planen med de sammansvurna.
Det första judiska kriget 66–70
År 66 utbröt ett uppror i Judeen, med ursprung i religiösa spänningar hos vissa judiska fraktioner. Året därpå skickade Nero trupper till Judeen under ledning av Vespasianus för att återställa ordningen. Upproret slogs ner vid pass år 70, men då hade Nero redan avlidit. Detta uppror är främst känt för att romarna ödelade Jerusalem och dess tempel.

### Vindex och Galbas revolt och Neros död

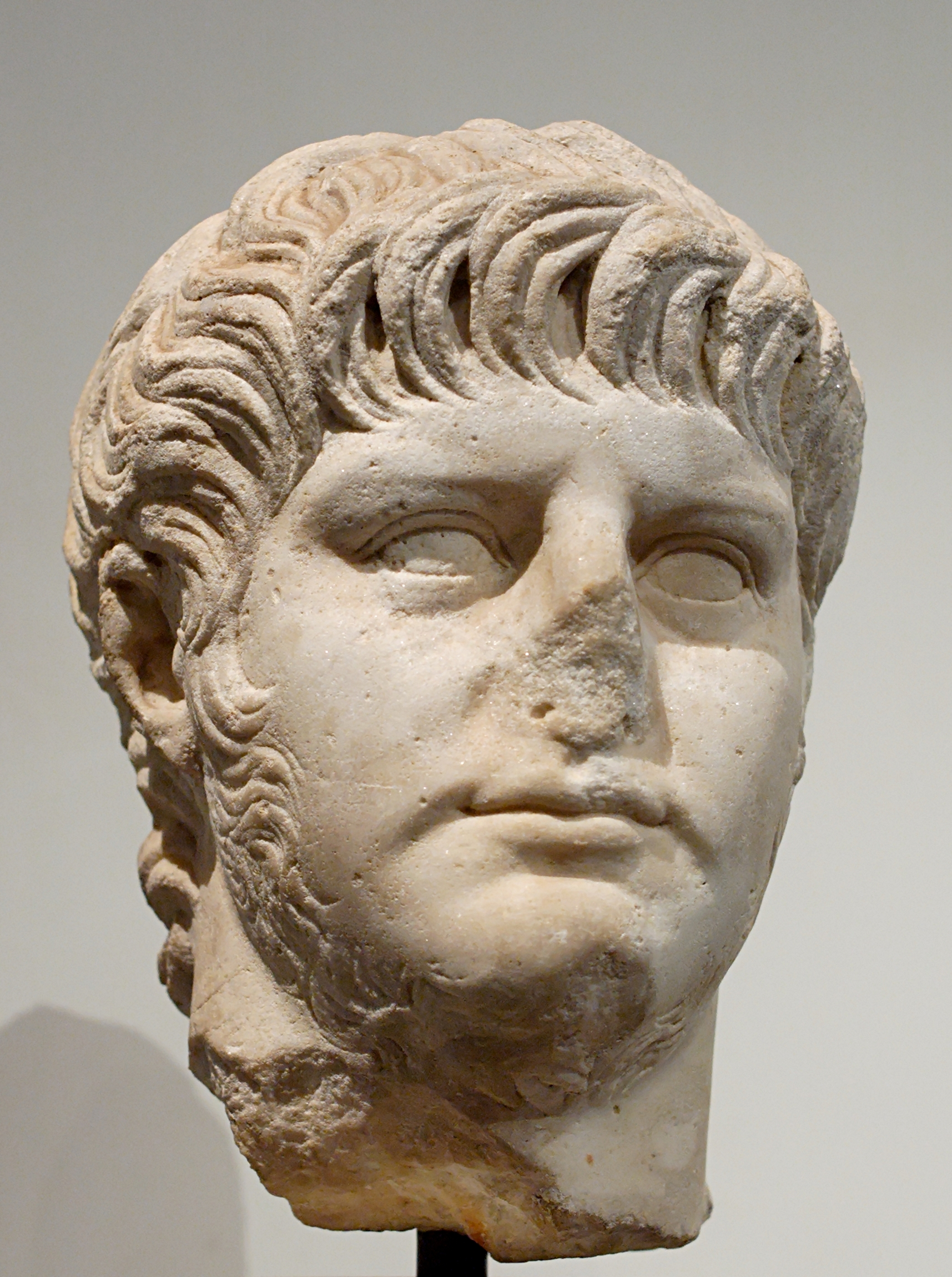
Marmorbyst av Nero, Palatinens Antiquarium.

I mars 68 gjorde guvernören i Gallia Lugdunensis, Gajus Julius Vindex, uppror mot Neros skattepolitik. Lucius Virginius Rufus, guvernören i Germania Superior, beordrades att slå ner Vindex uppror. I ett försök att vinna stöd utanför sin egen provins uppmanade Vindex guvernören i Hispania Tarraconensis, Servius Sulpicius Galba, att ansluta sig till upproret och vidare att utropa sig själv till kejsare i opposition till Nero. I slaget vid Besançon i maj 68 besegrade Verginius styrkor med lätthet Vindex styrkor, och Vindex begick självmord. Efter att ha besegrat denne upprorsman försökte dock Verginius legioner utropa sin egen befälhavare till kejsare. Verginius vägrade emellertid agera mot Nero, men de germanska legionernas missnöje och Galbas fortsatta motstånd i Spanien bådade inte gott för Nero.
Medan Nero behöll viss kontroll över situationen, hade stödet för Galba ökat trots att han officiellt förklarades en folkets fiende. Också prefekten över praetoriangardet, Gaius Nymphidius Sabinus, övergav sin lojalitet till kejsaren och stödde Galba.
Som respons till detta uppror flydde Nero Rom med avsikten att resa till hamnen i Ostia och därifrån ta sig till en av de ännu lojala provinserna i öster. Han övergav dock idén när några arméofficerare öppet vägrade lyda hans order, och svarade med en rad från Vergilius Aeneiden: ”Är det så hemskt då att dö?” Nero övervägde sedan möjligheterna; antingen att fly till Partien, eller att på nåd och onåd kapitulera inför Galba, eller vädja till folket och be dem förlåta honom för hans tidigare förseelser och åtminstone låta honom bli prefekt av Egypten. Suetonius berättar att texten till detta tal senare återfanns i Neros skrivbord, men att han inte vågade framföra det av rädsla för att slitas i stycken innan han skulle nå fram till Forum Romanum.
Nero återvände till Rom och tillbringade kvällen i palatset. Efter att ha sovit vaknade han omkring midnatt och upptäckte att palatsvakten hade givit sig av. Han skickade meddelanden till sina vänners slottskammare, men ingen svarade. När han personligen gick till deras kammare fann han alla övergivna. Han kallade då på en gladiator eller någon annan med svärdsskicklighet att komma och döda honom, men ingen kom. Han lär då ha skrikit: ”Har jag varken vän eller fiende?” och ha sprungit ut som om han avsåg att kasta sig i Tibern.
Nero återvände på nytt och letade efter någon plats där han kunde gömma sig för att samla sina tankar. En kejserlig frigiven slav erbjöd honom sin villa, vilken låg en bit utanför staden. Nero och fyra till honom lojala tjänare färdades i förklädnad till villan, där Nero beordrade dem att gräva en grav åt honom. När denna förbereddes sade han om och om igen: ”Vilken konstnär går inte förlorad i mig!”. Vid denna tidpunkt anlände en kurir med en rapport om att senaten förklarat Nero vara en folkets fiende och att deras avsikt var att låta avrätta honom genom att slå ihjäl honom.
När Nero hade mottagit denna nyhet förberedde han sig för att ta sitt liv. Han tappade självkontrollen och bad först att en av hans följeslagare skulle föregå med gott exempel genom att begå självmord före Nero. Till slut drev ljudet av annalkande ryttare Nero att möta sitt öde. Efter att ha citerat en rad från Homeros Iliaden (”Hör, hovslag ljuda i örat av raskt framsprängande hästar!”), stötte han en dolk in i sin hals.
Till detta hjälptes han av sin privatsekreterare, Epafroditos. När en av ryttarna anlände och såg att Nero knappt var vid liv, försökte han stoppa blödningen. Med orden ”För sent! Detta är trohet!” dog Nero den 9 juni 68. Detta var årsdagen av Octavias död. Nero begravdes i Domitii Ahenobarbis mausoleum, i det som nu är området Villa Borghese (Pincio) i Rom.
Neros död innebar slutet för den julisk-claudiska ätten. Kaos följde under de fyra kejsarnas år fram till dess Vespasianus blev ensam kejsare.

### Efter Neros död
Enligt Suetonius och Dio Cassius firade folket i Rom Neros död. Tacitus beskriver dock ett mer komplicerat politiskt sammanhang. Han nämner att Neros död välkomnades av senatorerna, adeln och överklassen. Underklassen, slavarna, arena- och teaterbesökarna och ”de som gynnades av Neros berömda utsvävningar”, blev å andra sidan bestörta av nyheten om hans död. Inom militären var åsikterna delade, eftersom de svurit trohetsed mot Nero men sedan mutats till att störta honom.
Källor från östern, då Apollonios från Tyana enligt vad Filostratos påstod, nämner att Neros död sörjdes eftersom han ”återställde de hellenistiska friheterna med visdom och måtta rätt främmande för hans karaktär”, och att han ”i sina händer upprätthöll våra friheter och respekterade dem”.
Modern forskning anser i allmänhet att medan senaten och välbärgade personer välkomnade Neros död, var den stora massan ”lojal in i det sista och bortom, eftersom både Otho och Vitellius ansåg det lönt mödan att vädja till deras nostalgi”.
Neros namn kom att raderas från vissa monument, i vad Edward Champlin ser som ett ”anfall av personlig nit”. Många porträtt av Nero kom att göras om så att de föreställde andra personer; enligt Eric R. Varner finns över femtio sådana bilder bevarade. Detta omarbetande av bilder förklaras ofta som en del av vanhedrandet av störtade kejsares minne efter deras död (se damnatio memoriae). Champlin tvivlar dock på att den här praxisen nödvändigtvis gav ett negativt resultat och noterar att nya bilder av Nero skapades långt efter hans död.

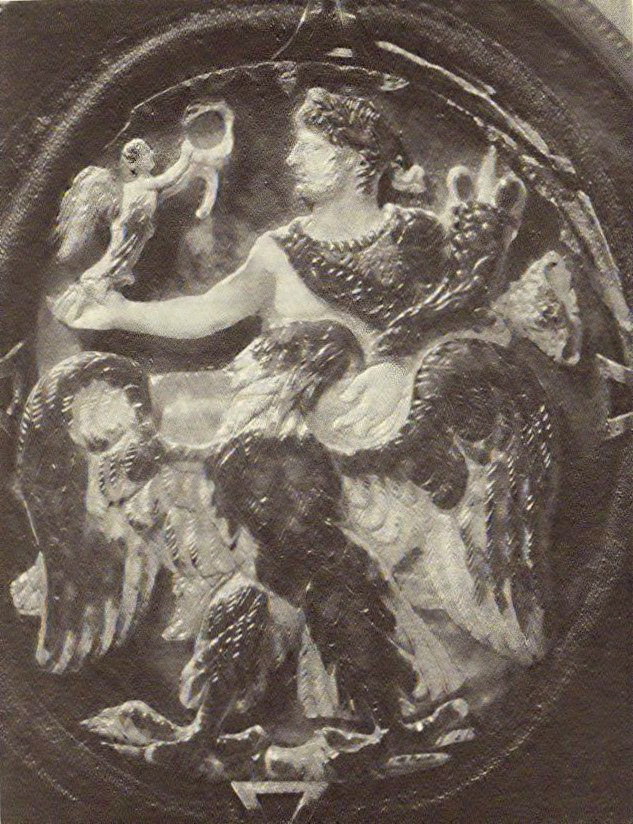
Neros apoteos, efter 68. Konstverk som avbildar hur Nero uppnår gudomlig ställning efter döden.

Inbördeskriget under revolutionskejsarnas år beskrevs av de antika historikerna som en bekymmersam period. Enligt Tacitus låg orsaken till instabiliteten i det faktum att kejsarna inte längre kunde stödja sig på arvsföljden inom en kejserlig blodslinje, så som Nero och hans föregångare hade gjort. Galba inledde sitt korta styre med att låta avrätta ett stort antal allierade till Nero, liksom möjliga framtida fiender. En sådan notabel fiende var Nymphidius Sabinus, som hävdade att han var son till kejsar Caligula.
Otho störtade Galba. Otho sades vara omtyckt bland soldaterna, eftersom han hade varit vän till Nero och påminde om honom till temperamentet. Det berättas att den vanlige romaren hyllade Otho som om denne i själva verket vore Nero. Otho använde ”Nero” som ett av sina efternamn och återuppförde många statyer till Neros ära. Vitellius störtade sedan Otho. Vitellius inledde sitt styre med att anordna en stor begravning för Nero, komplett med sånger skrivna av Nero.
Efter Neros självmord år 68, trodde många, särskilt i de östra provinserna, att han fortfarande levde och på något sätt skulle återkomma. Denna tro kom att bli känd som Nero Redivivus-legenden. Legenden om Neros återkomst varade i hundratals år efter hans död. Augustinus av Hippo skrev om legenden som en folktro så sent som år 422.
Åtminstone tre ”falska Nero” framträdde i samband med var sitt uppror. Den förste, som sjöng och spelade cittra eller lyra och vars ansikte liknade den döde kejsarens, dök upp år 69 under Vitellius styre. Efter att han fått folk att känna igen honom, infångades och avrättades han. Någon gång under Titus styre åren 79–81 dök en ny bedragare upp i Asia; han sjöng också till lyraspel och liknade Nero men blev även han dödad. Tjugo år efter Neros död, under Domitianus styre, framträdde en tredje bedragare. Han hade stöd av parterna och de kunde inte övertalas att överlämna honom, och det hela ledde närapå till krig.

## Historiografi
Historien om Neros regeringstid är problematisk därför att inga historiska källor som var samtida med Nero har bevarats. De första historierna om Nero har beskrivits som partiska och fantasibaserade, och antingen överdrivet kritiska eller hyllande. De ursprungliga källorna sades också ge olika uppgifter på ett antal punkter rörande vissa händelseförlopp. Trots detta har dessa tidiga, förlorade primärkällor fungerat som bas för andrahands- och tredjehandskällor om Nero skrivna av nästa generation historiker. Några av de samtida historikerna är kända vid namn. Fabius Rusticus, Cluvius Rufus och Plinius den äldre skrev alla fördömande skrifter om Nero, källor som nu gått förlorade. Där fanns också berättelser som var till Neros fördel, men det är okänt vilka som skrev dem eller vilka förtjänster Nero skulle ha förlänats.
Merparten av det som är känt om Nero kommer från Tacitus, Suetonius och Dio Cassius, som alla tillhörde överklassen. Tacitus och Suetonius skrev sina historier om Nero mer än femtio år efter hans död, medan Dio Cassius skrev sin historia mer än 150 år efter hans död. Dessa källor motsäger varandra när det gäller ett antal händelser i Neros liv, däribland Claudius död, Agrippinas död och Roms brand år 64, men de är konsekventa i sitt fördömande av Nero.
En handfull andra källor ger också ett begränsat och varierat perspektiv på Nero. Få bevarade källor framställer Nero i ett fördelaktigt ljus. Några källor porträtterar honom dock som en kompetent kejsare som var populär i breda folklager, särskilt i öster.
Dio Cassius
Dio Cassius (cirka 150–235) var son till Cassius Apronianus, en romersk senator. Han tillbringade större delen av sitt liv i offentlig tjänst. Han var senator under Commodus och guvernör i Smyrna efter Septimius Severus död; och senare consul suffectus omkring 205, och även prokonsul i Africa och Pannonien.
Böckerna 61–63 av Dio Cassius Roms historia beskriver Neros styre. Endast fragment av dessa böcker finns bevarade och det som har bevarats är en sammanfattning av Joannes Xifilinos, en munk på 1000-talet.
Dion Chrysostomos
Dion Chrysostomos (cirka 40–120), en grekisk filosof och historiker, skrev att det romerska folket var mycket nöjt med Nero och skulle ha låtit honom härska varaktigt. Folket längtade efter hans styre när han var borta och mottog bedragare med öppna armar när sådana uppträdde:
| ” | Sanningen om detta har faktiskt inte nått ut ännu; bland de övriga av hans underlydande fanns inget som kunde förhindra honom från att fortsätta vara kejsare för evigt, när alla till och med nu önskar att han fortfarande vore i livet. Och den övervägande majoriteten är övertygad om att han fortfarande lever, fastän han på ett sätt har dött inte bara en gång utan ofta, tillsammans med dem som var fast övertygade att han fortfarande var i livet. | „ |

Epiktetos
Epiktetos (cirka 55–135) var slav till Neros sekreterare Epafroditos. Han ger i förbigående ett antal negativa kommentarer om Neros karaktär i sina verk, men gör inga uttalanden om hur hans styre var. Han beskriver Nero som en bortskämd, arg och olycklig man.
Josefus

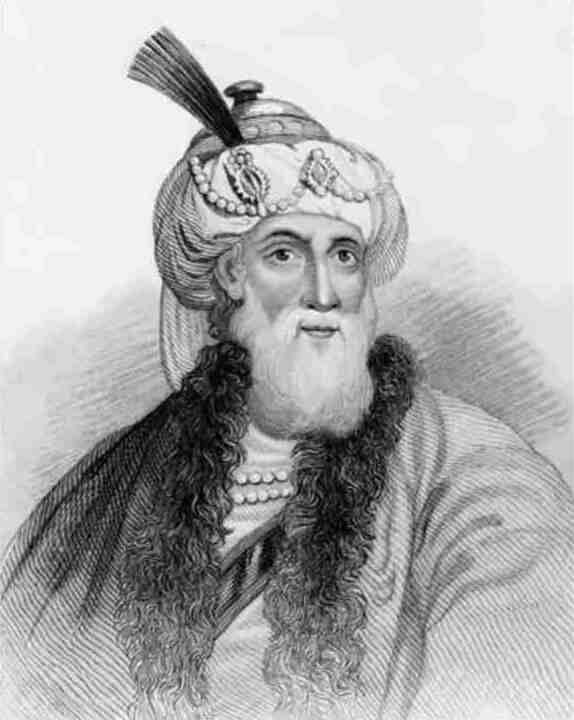
Historikern Josefus (cirka 37–100) anklagade andra historiker för att förtala Nero.

Historikern Josefus (cirka 37–100), som kallade Nero en tyrann, var samtidigt den förste som nämnde att vissa var partiska i sina omdömen om Nero. Om andra historiker sade han:
| ” | Men jag avstår från vidare diskussioner i ämnet, ty det har varit så många som skrivit Neros historia. Några av dessa har avlägsnat sig från sanningen som en gentjänst, eftersom de har fått gåvor av honom. Andra, däremot, har till följd av det hat och den illvilja som de känt mot honom, så oförblommerat gormat med sina lögner, att de med rätta förtjänar att fördömas. Inte heller förvånas jag över att de ljugit om Nero, eftersom de i sina skrifter inte heller bevarat den sanna historien om förhållandena före hans tid – även när det handlar om personer som ingalunda kunnat ådraga sig dessa skribenter vrede eftersom skribenterna levde långt efter deras tid. | „ |

Lucanus
Även om han var mer poet än historiker, har Lucanus (cirka 39–65) efterlämnat en av de välvilligaste skildringarna av Neros styre. Lucanus skriver att det rådde fred och välstånd under Neros tid i motsats till de tidigare epokernas krig och stridigheter. Ironiskt nog var Lucanus senare inblandad i en sammansvärjning för att störta Nero och blev till följd av denna gärning avrättad.
Filostratos
Filostratos II ”atenaren” (cirka 172–250) skrev om Nero i Apollonios från Tyanas liv (böckerna 4–5). Fastän han allmänt har en bristfällig eller vag bild av Nero, talar han om andras positiva mottagande av Nero i östern.
Plinius den äldre
Plinius den äldres (cirka 24–79) Nerohistoria finns inte bevarad. Det finns dock hänvisningar till Nero i Plinius Naturalis Historia. Plinius har en av de mest negativa uppfattningarna om Nero och kallar honom ”mänsklighetens fiende”.
Plutarchos
Plutarchos (cirka 46–120) nämner Nero indirekt i sin skildring av Galbas liv och Othos liv. Nero avbildas som en tyrann, men de som ersätter honom som kejsare framställs inte som på något sätt bättre.
Seneca den yngre
Det är inte förvånande att Seneca (cirka 4 f.Kr.–65 e.Kr.), Neros lärare och rådgivare, skildrar Nero mycket välvilligt.
Suetonius
Suetonius (cirka 69–130) var medlem av riddarståndet, och var chef för departementet för kejserlig korrespondens. I denna position skrev han biografier om kejsarna, inklusive Nero, och lade tonvikt på anekdotiska och sensationella aspekter.
Tacitus
Annalerna av Tacitus (cirka 56–117) utgör den mest detaljerade och uttömmande skildringen av Neros styre, trots att den är ofullständigt bevarad vad gäller Neros två sista år som regent (66–68). Tacitus beskrev de julisk-claudiska kejsarna som allmänt orättfärdiga. Men även han ansåg att de befintliga skrifterna om dem var obalanserade:
| ” | Historieskildringarna av Tiberius, Caius [Caligula], Claudius och Nero – under den tid de härskade – förfalskades till följd av fruktan, och efter deras död skrevs de under inflytande av ett nära i tiden närande hat. | „ |

Tacitus var son till en prokurator och han hade gift in sig i överklassfamiljen Agricola. Han inledde sitt politiska liv som senator efter Neros död och hade, enligt vad han själv skrev, Neros rivaler att tacka för mycket. Eftersom han var medveten om att detta faktum innebar att andra ansåg att det påverkade hans trovärdighet, förfäktade Tacitus att hans egna skrifter dock var sanna.

## Nero och religionen

### Judisk tradition
I slutet av år 66 utbröt ett uppror bland judarna i Palestina. Enligt Talmud åkte då Nero till Jerusalem och sköt pilar i alla fyra riktningar och alla pilarna landade i staden. Han bad sedan ett förbipasserande barn att upprepa den vers det hade lärt sig den dagen. Barnet svarade: ”Och jag skall utföra min hämnd på Edom genom mitt folk Israel” (Hes. 25:14). Nero blev skräckslagen, då han trodde att Gud ville att Jerusalems tempel skulle förstöras, men skulle bestraffa den som utförde det. Nero sade: ”Han önskar ödelägga sitt Hus och lägga skulden på mig”, varefter han flydde och konverterade till judendomen för att undvika en sådan vedergällning. Vespasianus skickades sedan för att slå ner upproret. Talmud tillägger att den vise rabbin Meir Baal HaNess, en framträdande anhängare till Bar Kokhbas uppror mot det romerska styret åren 132 till 135, härstammade från Nero.
Romerska källor berättar ingenstans om Neros påstådda konvertering till judendomen, en religion som romarna ansåg ytterst barbarisk och omoralisk. Det förefaller osannolikt att sådana källor – nästan undantagslöst fientliga mot kejsaren – skulle ha missat tillfället att svärta ner Nero ytterligare genom att nämna dennes omvändelse till judendomen om den verkligen hade inträffat.
Inte heller finns någon källa som uppger att Nero skulle ha fått barn som överlevde späd ålder. Hans enda registrerade barn, Claudia Augusta, dog fyra månader gammal.

### Kristen tradition
Förste förföljaren av kristna

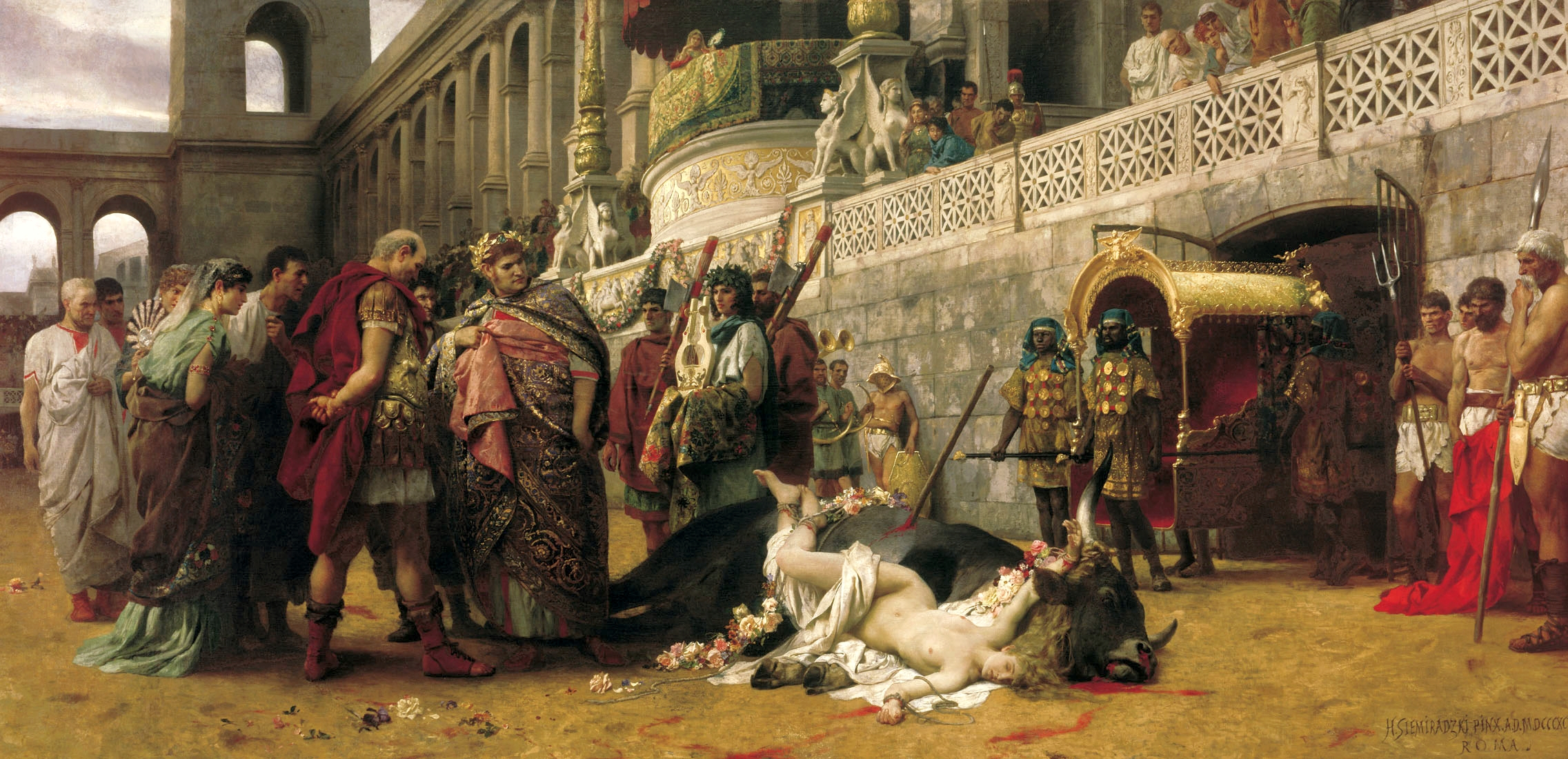
En kristen Dirke, av Henryk Siemiradzki. En kristen kvinna dör martyrdöden i denna återgestaltning av myten om Dirke.

Kristen tradition och sekulära historiska källor betraktar Nero som den förste kejsaren att genomföra omfattande förföljelser av kristna, och ibland som den som dödade apostlarna Petrus och Paulus. Teologer på bland annat 300-talet upptecknade sina föreställningar om att Nero på något sätt skulle återvända som ”Antikrist”. Den romerske historikern Tacitus beskriver cirka år 117 hur Nero efter branden år 64 anklagade kristna för att ha startat den och hur han med stor grymhet torterade och avrättade dem. Omkring år 120 nämner också Suetonius att Nero ”straffade de kristna”, men han kopplar inte samman detta med branden och menar att de var ”en grupp människor hemfallna åt en ny och fördärvlig vidskepelse.”
Den kristne författaren Tertullianus (cirka 155–230) var tidigast med att utse Nero till den förste förföljaren av kristna. Han skrev: ”Syna dina anteckningar. Där kommer du att finna att Nero var den förste att förfölja denna lära.” Också Lactantius (cirka 240–320) sade att Nero ”var den förste att förfölja Guds tjänare”., något som också Sulpicius Severus nämner. Emellertid meddelade Suetonius att Claudius ”fördrev från Rom de av Chrestus uppeggade, oavlåtligt oroliga judarna.” (”Iudaeos impulsore Chresto assidue tumultuantis Roma expulit”). Dessa förvisade ”judar” kan ha varit tidiga kristna, även om Suetonius säger att de var judar och på ett annat ställe talar om kristna som en från judarna separat grupp. Inte heller Bibeln är tydlig i det avseendet och kallar Aquila från Pontus och hans fru Priscilla, vilka båda förvisats från Rom vid den här tiden, för "judar".
Avrättandet av Petrus och Paulus
Den första text som antyder att Nero skulle ha dödat en apostel är den apokryfiska Jesajas himmelsfärd, en kristen skrift från 100-talet. Den berättar att ”hans moders slaktare, som själv är kung, kommer att förfölja växten som de älskade tolv apostlarna har planterat. Av de tolv kommer en att läggas i hans händer.”
Biskop Eusebios av Caesarea (cirka 275–339) var den förste som skrev att Paulus halshöggs under Neros styre. Han meddelar att Neros förföljelse ledde till Petrus och Paulus död. Flera andra rapporter finns om att Paulus skulle ha överlevt sina två år i Rom och därefter rest till Hispania.
Den första källa som påstår att Petrus ska ha korsfästs upp och ner i Rom under Neros regim (men inte av Nero), är den apokryfiska skriften Petrus gärningar (eller Petrusgärningarna) från cirka år 200. Denna berättelse slutar med att Paulus fortfarande är i livet och att Nero lyder Guds bud genom att inte förfölja några fler kristna.
Under 400-talet skrev ett antal författare att Nero dödade Petrus och Paulus.
Antikrist
Jesajas himmelsfärd är den första skrift som antyder att Nero var Antikrist. Texten hävdar att en ”laglös kung, sin moders egen baneman, … kommer att komma, och han kommer att få all världslig makt, och de kommer att lyssna till honom och lyda alla hans bud.”
De Sibyllinska oraklen, böckerna 5 och 8, en text skriven på 100-talet, talar om Neros återkomst och hur han för med sig förödelse. Inom de tidiga kristna församlingarna bidrog dessa skrifter, tillsammans med andra med liknande innehåll, till att sprida tron att Nero skulle återvända som Antikrist. År 310 skrev Lactantius att Nero ”plötsligt försvann och att inte ens det farliga vilddjurets eviga viloplats kunde uppbringas. Detta har bibringat vissa fantasifulla personer uppfattningen att han efter att ha förts till en avlägsen trakt fortfarande lever; och de tillskriver honom de sibyllinska verserna.”
År 422 skrev Augustinus av Hippo i en kommentar till det andra Thessalonikerbrevet (2:1–11) att han trodde att Paulus där nämnde den kommande Antikrist. Även om han själv förkastade teorin, nämner Augustinus att många kristna var övertygade om att Nero var Antikrist eller skulle komma att återvända som Antikrist.
Flera nutida bibelforskare som Delbert Hillers (Johns Hopkins University) från American Schools of Oriental Research och författarna till the Oxford & Harper Collins study Bibles hävdar att talet 666 (Vilddjurets tal) i Johannes uppenbarelsebok (Upp 13:18) syftar på Nero, en syn som också stöds av Romersk-katolska bibelkommentarer. Om man betraktar Neros namn skrivet på hebreiska med hebreiska bokstäver, summeras de till 666 eller 616, beroende på om man transkriberar från grekiskans (Neron Caesar) eller latinets (Nero Caesar). Då hebreiska i första hand skrivs med konsonanter blir detta NRV(N) QSR eller då נ ר ו ן ק ס ר : nun=50 + resh=200 + vav=6 (+nun=50) + qof=100 + samek=60 + resh=200 = 666, eller utan det andra nun:et 616. Detta representerar de två varianterna av vilddjurets tal som förekommer i tidiga handskrifter av Uppenbarelseboken.